# Megadelphax sordidula
Megadelphax sordidula är en insektsart som först beskrevs av Stsl 1853.  Megadelphax sordidula ingår i släktet Megadelphax och familjen sporrstritar. Inga underarter finns listade i Catalogue of Life.